# Lilly e Lillette o l'arte di farsi amare
Lilly e Lillette o l'arte di farsi amare è un film del 1921 diretto da Gero Zambuto.

## Date di rilascio
- Italia: Luglio 1921